# Мартынов, Владимир Фёдорович
Владимир Фёдорович Мартынов (род. 6 мая 1953 года, Минск) — советский и белорусский культуролог, философ. Доктор культурологии, кандидат философских наук, профессор. Специалист в области проблем теории и истории культуры, гендерных отношений в современном мире, эволюции семейных ценностей.

## Биография
Окончил Минский государственный педагогический институт имени М. Горького (БГПУ) в 1978 году по специальности «преподаватель истории и английского языка». В 1989 году защитил кандидатскую диссертацию по философии. В 2000 году защитил докторскую диссертацию по культурологии «Красота как феномен культуры».
Работал заведующим кафедрой философии культуры Белорусского государственного университета, заведующим кафедрой культурологии Белорусского государственного университета культуры и искусств. В настоящее время является заведующим кафедрой культурологии Института современных знаний имени А. М. Широкова.
Является членом совета по защите диссертаций при УО «Белорусский государственный университет культуры и искусств», председателем комиссии БГУ по аттестации аспирантов специальности «Культурология», председателем ГЭК в БГУ по специальности «Культурология» (по направлениям), председателем комиссии по аттестации аспирантов специальности «Культурология» в Республиканском институте высшей школы. Является членом редколлегий журналов «Вести института современных знаний», «Искусство и культура», «Вести Полоцкого университета», «Беларускi гістарычны часопіс», «Мастацкая адукацыя i культура», «Вести БГПУ». Длительное время являлся членом экспертного совета ВАК Республики Беларусь.

## Научная деятельность
Автор учебных пособий «Мировая художественная культура», «Эстетика», «Культурология. Теория культуры», экспериментальных учебников «Отечественная и мировая художественная культура» (в соавторстве), «Основы культуры» (в соавторстве), монографий «Философия красоты», «Человек в системе глобальных противоречий», а также цикла статей, посвященных специфике гендерных отношений в современном мире, эволюции семьи и брака в мировой культуре. В 2017 году издана книга «Мужчина и женщина: Парадоксы любви». Материал представленный в книге носит эксклюзивный характер. В ней раскрываются особенности женского ценностного мира, мужского мировосприятия, причины кризиса семейного счастья в современной культуре, исследуются пути формирования гармоничных гендерных отношений.
В научных публикациях ученого раскрываются проблемы человека как космопланетарного феномена, смысла культуротворчества, межкультурных коммуникаций в условиях глобализационных процессов, исследуются проблемы восточнославянского менталитета, роли христианских ценностей в техногенном мире, культуры любви, красоты, семьи и брака, пути формирования гармоничных гендерных отношений в современном мире, перспективы духовной эволюции человечества.
Важнейшие аспекты актуальных проблем культурной динамики рассмотрены в публикациях: «Альтернативные модели актуализации личности в современной культуре», «Формирование гуманистического сознания в условиях мегаполисного мира», «Культура любви в Японии: традиционное и инновационное», «Феномен любви в исламской культуре», «Любовь и семейные традиции в культуре Индии», «Семья как ценность китайской культуры», «Семья в контексте инновационной динамики», «Белорусская культура в условиях глобализационных процессов», «Эволюция человеческого сознания: динамика глобальных мировоззренческих парадигм», «Кризис семейного счастья», «Межкультурная коммуникация в пространстве глобальных процессов», «Статус философского знания в динамике информационного общества», «Гендерная энтропия в динамике техногенных процессов», «В поисках культурных приоритетов», «Любовь в системе христианских ценностей», «Проблема типологии культур», «Восточнославянский тип культуры: между Западом и Востоком», «Трансформация семейных ценностей в культуре Нового времени», «Парадоксы гендерной коммуникации в мегаполисном мире», «Мужчина и женщина в поисках новых форм отношений в условиях инновационной культуры», «Эмансипация как маскулинизация», «Особенности женского ценностного мира», «Специфика мужских гендерных ценностей» и другие.
В научных материалах отражается многогранный и богатый культурный опыт, накопленный автором во время непосредственного общения с современными культурами Индии, Швеции, Дании, Германии, Франции, Италии, Люксембурга, Литвы, Латвии и других.
Неоднократно принимал участие в телевизионных программах, посвященных вопросам культуры любви в современном мире.
Женат, стаж семейной жизни 41 год, имеет двоих детей — сына и дочь